# 高根村 (新潟県岩船郡)
高根村（たかねむら）は、かつて新潟県岩船郡にあった村。

## 沿革
- 1889年（明治22年）4月1日 - 町村制施行に伴い岩船郡高根村、北大平村、関口村、薦川村が合併し、高根村が発足。
- 1892年（明治25年）12月9日 - 岩船郡岩沢村の一部を編入。
- 1901年（明治34年）11月1日 - 岩船郡岩沢村と合併し、高根村を新設。
- 1954年（昭和29年）10月1日 - 岩船郡館腰村、三面村、猿沢村、塩野町村と合併し、朝日村となり消滅。